# Cabana de l'Eucasser
La Cabana de l'Eucasser è un bivacco alpino che si trova nella Parrocchia di Ordino a 1.980 m d'altezza.